# A Foot in the Door: The Best of Pink Floyd
A Foot in the Door: The Best of Pink Floyd è una raccolta del gruppo musicale britannico Pink Floyd, pubblicata l'8 novembre 2011 dalla EMI.

## Descrizione
Distribuito come parte della campagna Why Pink Floyd...? atta alla ripubblicazione del catalogo del gruppo in veste rimasterizzata, il disco si compone di sedici brani che spaziano principalmente tra gli album The Dark Side of the Moon, Wish You Were Here e The Wall.

## Tracce
Testi e musiche di Roger Waters, eccetto dove indicato.
1. Hey You – 4:41
2. See Emily Play – 2:49 (Syd Barrett)
3. The Happiest Days of Our Lives – 1:33
4. Another Brick in the Wall (Part 2) – 3:49
5. Have a Cigar – 5:09
6. Wish You Were Here – 5:05 (David Gilmour, Roger Waters)
7. Time – 6:20 (Roger Waters, Nick Mason, David Gilmour, Richard Wright)
8. The Great Gig in the Sky – 4:36 (Richard Wright)
9. Money – 6:34
10. Comfortably Numb – 6:19 (David Gilmour, Roger Waters)
11. High Hopes – 6:55 (David Gilmour, Polly Samson)
12. Learning to Fly – 4:50 (David Gilmour, Anthony Moore, Bob Ezrin, Jon Carin)
13. The Fletcher Memorial Home – 4:11
14. Shine On You Crazy Diamond (Parts 1-5) – 11:06 (Roger Waters, Richard Wright, David Gilmour)
15. Brain Damage – 3:47
16. Eclipse – 1:54

## Formazione
- David Gilmour – chitarra, voce
- Nick Mason – batteria, percussioni
- Roger Waters – basso, voce
- Richard Wright – tastiera, voce
- Syd Barrett – chitarra e voce (traccia 2)

Altri musicisti
- Clare Torry – voce (traccia 8)

## Classifiche
| Classifica (2011) | Posizione massima |
| ----------------- | ----------------- |
| Australia         | 15                |
| Austria           | 25                |
| Belgio (Fiandre)  | 23                |
| Belgio (Vallonia) | 16                |
| Danimarca         | 11                |
| Francia           | 28                |
| Germania          | 30                |
| Italia            | 4                 |
| Norvegia          | 4                 |
| Nuova Zelanda     | 8                 |
| Paesi Bassi       | 21                |
| Portogallo        | 10                |
| Spagna            | 27                |
| Svezia            | 7                 |
| Svizzera          | 23                |